# Віцекоролівство
Віцекоролівство (від «віцекороль» — досл.  «заступник короля», порівн. «віцепрезидент» або «віцеадмірал») — форма колоніального володіння, за якої правитель колонії (віцекороль) наділяється необмеженими повноваженнями і є прямим намісником спадкового монарха метрополії. Посада віцекороля не була спадковою.

## ВіцекоролівстваІспанії
- Нова Іспанія
- Нова Гранада
- Перу
- Ріо-де-Ла-Плата

## ВіцекоролівстваВеликої Британії
- Індія (1858—1947)
- Ірландія

## ВіцекоролівстваПортугалії
- Бразилія